# Хопкинс, Фредерик Гоуленд
Сэр Фре́дерик Го́уленд Хо́пкинс (англ. Frederick Gowland Hopkins; 20 июня 1861 года, Истборн, Сассекс (Англия) — 16 мая 1947 года, Кембридж) — английский медик и биохимик, лауреат Нобелевской премии по физиологии и медицине в 1929 году (совместно с Христианом Эйкманом) за «открытие витаминов, стимулирующих процессы роста»

## Биография
В 28 лет начал учиться в медицинской школе.
В 1905 году стал членом Лондонского королевского общества, а затем и его президентом в 1930—1935 годах.
С 1910 года сотрудник кембриджского Тринити-колледжа.
Почётный член Академии наук СССР (1934), иностранный член Национальной академии наук США (1924).
Женат с 1898 года.
Трое детей, меньшая — Жакетта Хоукс.

## Награды
- Королевская медаль (1918)
- Медаль Копли (1926)
- Нобелевская премия по физиологии или медицине (1929)
- Медаль Альберта (Королевское общество искусств) (1934)
- Орден Заслуг (Великобритания) (1935)